# Аксьонова Людмила Василівна
Аксьонова Людмила Василівна (до шлюбу — Шаповалова, нар. 23 квітня 1947 Севастополь) — радянська легкоатлетка, бронзова призерка Олімпійських ігор 1976.
На Олімпійських іграх 1976 року в Монреалі Людмила Аксьонова завоювала бронзову медаль в естафеті 4 × 400 м разом з Інтою Климович, Наталією Соколовою та Надією Ільїною. В особистих змаганнях вона зайняла 6 місце в півфінальному забігу на 400 метрів.
Чемпіонка СРСР 1976 року в бігу на 400 метрів.